# Melanoma acrale lentigginoso
Il Melanoma acrale lentigginoso (ALM, dall'inglese Acral Lentiginous Melanoma) è un tipo di melanoma delle lentiggini della pelle. Il melanoma è un grave tumore della pelle che origina dalle cellule del pigmento (melanociti). Sebbene il melanoma acrale lentiginale sia raro nelle persone con tipi di pelle più chiara, rappresenta il sottotipo più comune nelle persone con pelli più scure. È la forma più comune di melanoma diagnosticata tra gruppi etnici dell'Asia e dell'Africa subsahariana. Il melanoma Acrale lentigginoso si osserva sui palmi delle mani, sulle piante dei piedi, sotto le unghie e nella mucosa orale. Si verifica su superfici non portatrici del corpo, che possono essere o meno esposte alla luce solare. Può comparire anche sulle mucose.  L'età media alla diagnosi è tra i sessanta e i settanta anni.

## Segni e sintomi
I segni tipici di melanoma lentigginoso acrale possono suddividersi in base alla sede di formazione:
- Palmo della mano o pianta del piede – parte di solito come un punto dalla forma irregolare, di colore olivastro, marrone o nero. Alle volte le persone possono pensare che sia causato da un piccolo trauma.
- Membrane mucose – le membrane mucose sono aree specializzate della pelle che hanno una superficie particolare: alcuni esempi sono la bocca, il naso, la parte esterna degli occhi e gli orifizi dei genitali. I sintomi preliminari del melanoma in questi siti includono sanguinamento nasale, senso di congestione nasale e una massa pigmentata dentro la bocca. I melanomi possono anche svilupparsi sulle mucose dell’ano, tratto urinario e genitali femminili.
- Sotto le unghie – il primo segno può essere una piccola striscia scura a livello delle unghie. Di solito è longilinea, di colore scuro. Il melanoma acrale lentigginoso di solito si sviluppa nell’alluce o nel pollice. Tuttavia, può apparire anche sotto le altre unghie di piedi e mani. Non tutte queste “macchie” sono però segno di melanoma: molti individui di razza nera possono avere queste strisce colorate sotto le unghie che pero sono totalmente benigne.
- Una macchia nera longilinea, non causata da un incidente recente o da un trauma, una striscia che tende ad allargarsi, o già ampia o molto pigmentata o addirittura un’unghia che si sta staccando o alzando dal proprio sito dovrebbe essere sempre esaminata da un dermatologo.
- Un segno di ALM in stato leggermente più avanzato è quando la striscia sull’unghia ha una pigmentazione anche nella pelle vicina all’unghia o quando la base dell’unghia è distrutta.
- L’ALM delle dita di piedi e mani può anche svilupparsi senza nessuna evidente striscia. L’ALM può, per esempio, sembrare talvolta una cronica infezione del letto dell’unghia.

Segnali di avvertimento sono nuove aree pigmentate o con pigmentazione esistente che mostrano un cambiamento. Se identificato precocemente, il melanoma acrale lentiginoso ha un tasso di guarigione simile a quello degli altri tipi di melanoma a diffusione superficiale.

## Cause
Il melanoma lentiginoso acrale è il risultato della proliferazione dei melanociti maligni sugli stati esterni della membrana della pelle. La patogenesi del melanoma lentiginoso acrale rimane sconosciuta in questo momento.

## Diagnosi
Anche se il metodo ideale di diagnosi del melanoma dovrebbe essere la biopsia escissionale completa, la posizione del melanoma può prevedere alternative. La dermatoscopia delle lesioni pigmentate acrali è molto difficile ma può essere eseguita con attenzione diligente. La conferma iniziale del sospetto può essere eseguita usando un bisturi per tagliare un cuneo della neoplasia o con un punzone. Le sottili biopsie tagliando un cuneo possono guarire molto bene e le piccole biopsie con punzone possono fornire un indizio sufficiente sulla natura maligna della lesione. Una volta eseguita la biopsia di conferma è possibile eseguire una seconda biopsia cutanea escissionale con un margine chirurgico stretto (1 mm). Questa seconda biopsia determinerà la profondità e l'invasività del melanoma e contribuirà a definire quale sarà il trattamento d'elezione. Se il melanoma coinvolge la piega ungueale e il letto ungueale, potrebbe essere necessaria la completa escissione della parte. Il trattamento finale potrebbe richiedere un'asportazione più ampia (margini di 0,5 cm o più), amputazione digitale, linfangiografia con dissezione linfonodale o chemioterapia.

### Istologia

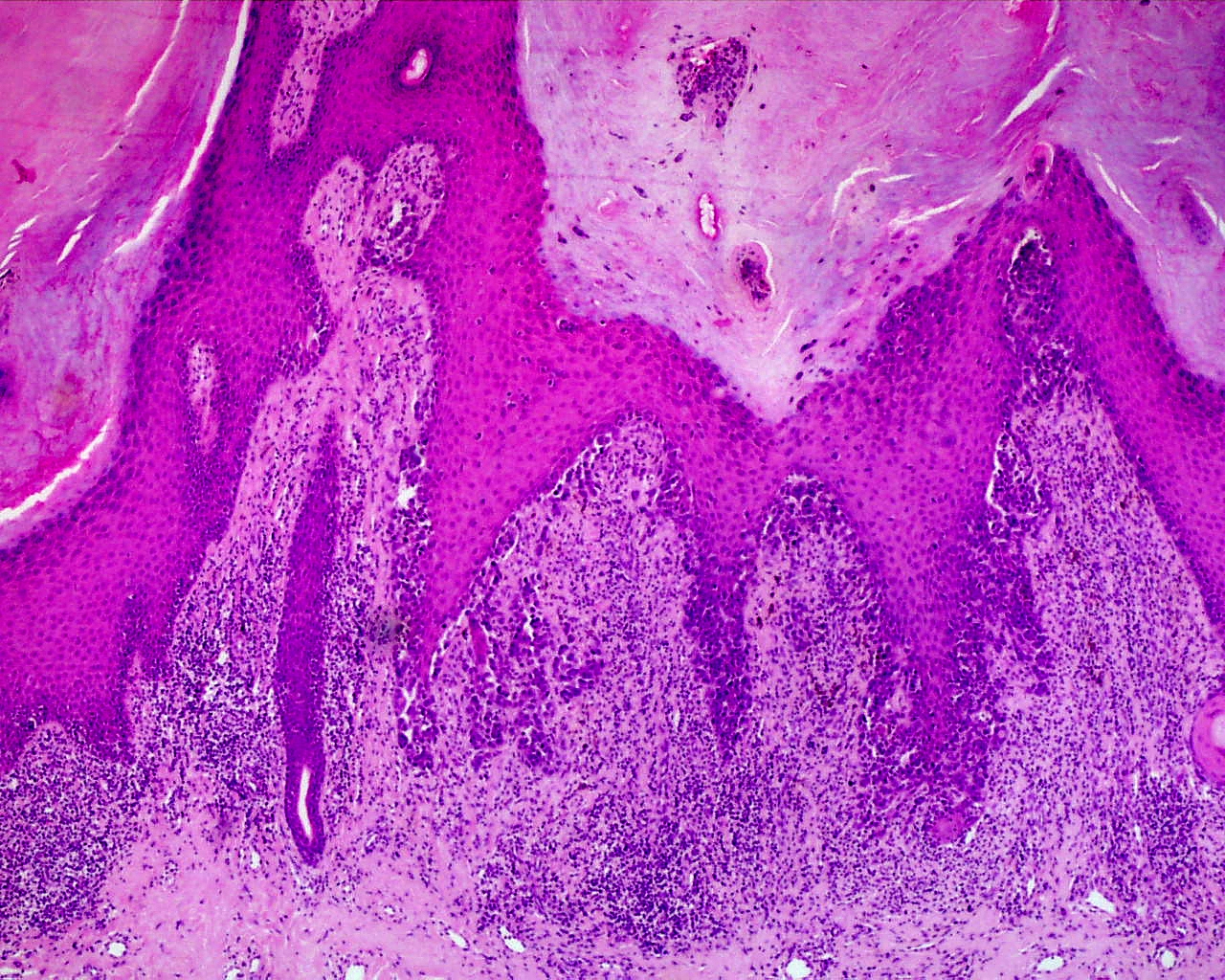
Melanoma Lentiginoso Acrale (ALM)

I segni istologici del Melanoma Lentigginoso Acrale (ALM) includono:
- melanociti atipici;
- invasione dermica;
- desmoplasia;

In accordo con Scolyer et al., ALM "è solitamente caratterizzato nella sua forma più precoce da singoli melanociti atipici sparsi lungo lo strato epidermico giunzionale".

## Trattamento
Le terapie per il melanoma metastatico comprendono cura con agenti immunologici biologici quali Ipilimumab, Pembrolizumab e Nivolumab; inibitori del BRAF, come Vemurafenib e Dabrafenib; inibitore del Metiletilchetone: Trametinib.

### Prognosi
È stato dimostrato che il Melanoma Lentigginoso Acrale ha una prognosi peggiore rispetto a quella del melanoma maligno cutaneo (CMM).

## Casi famosi
Il musicista giamaicano Bob Marley morì a causa di questa condizione nel 1981, all'età di 36 anni.